# Al-Taifa
Abu Jafar Muhammad Ibn Hassan Tusi (født 995, død 2. december 1067) bedre kendt som Sheik Tusi og Sheik al-Taʾifah, var en prominent Tolver Shia lærd, bedst kendt for sine værker Tahdhib al-Ahkam, al-Istibsar og al-Tibyan.